# Michaela Taupe-Traer
Michaela Taupe-Traer (ur. 25 stycznia 1975 w Klagenfurt am Wörthersee) – austriacka wioślarka.

## Osiągnięcia
- Mistrzostwa Świata – Kolonia 1998 – czwórka podwójna – 11. miejsce[1].
- Mistrzostwa Świata – Lucerna 2001 – czwórka podwójna wagi lekkiej – 10. miejsce[1].
- Mistrzostwa Świata – Mediolan 2003 – jedynka wagi lekkiej – 16. miejsce[1].
- Mistrzostwa Świata – Gifu 2005 – jedynka wagi lekkiej – 12. miejsce[1].
- Mistrzostwa Świata – Eton 2006 – jedynka wagi lekkiej – 7. miejsce[1].
- Mistrzostwa Świata – Monachium 2007 – jedynka wagi lekkiej – 12. miejsce[1].
- Mistrzostwa Europy – Poznań 2007 – czwórka podwójna – 4. miejsce[1].
- Mistrzostwa Europy – Ateny 2008 – dwójka podwójna wagi lekkiej – 5. miejsce[1].
- Mistrzostwa Świata – Poznań 2009 – jedynka wagi lekkiej – 6. miejsce[1].
- Mistrzostwa Europy – Brześć 2009 – dwójka podwójna wagi lekkiej – 3. miejsce[1].
- Mistrzostwa Europy – Montemor-o-Velho 2010 – jedynka wagi lekkiej – 2. miejsce[1].